# Арзамасский автобус
Арзамасский автобус — система автобусного общественного транспорта города Арзамаса. Арзамас имеет второй по размерам автобусный парк в Нижегородской области.
Основным предприятием, обслуживающим городские автобусные маршруты Арзамаса, является ГП НО «Арзамасский пассажирский автомобильный транспорт». Город вплоть до 2019 года использовал большое количество устаревших автобусов ЛиАЗ-677 в регулярной эксплуатации. 

## История
Автобусное движение в Арзамасе появилось в послевоенные годы. Первоначально маршруты связывали город с прилегающими деревнями и сёлами, потом появились междугородние рейсы (в том числе в Горький), а с 60-х годов начала развиваться сеть внутригородского транспорта. В те времена в основном ходили автобусы ЗИС-155 и КАвЗ-651. 
Арзамасский автобус был известен тем, что здесь эксплуатировалось большое количество устаревших автобусов марки ЛиАЗ-677. По мнению одних горожан, они являются достопримечательностью, а по мнению других — позором города. 
В 2018 году был взят курс на обновление подвижного состава, и в первую очередь — отказ от автобусов ЛиАЗ-677. В 2019 году было закуплено 6 новых КАвЗ-4270 большого класса, работающих на компримированном природном газе (КПГ) и 11 автобусов ПАЗ-3205 среднего класса. 
Обновление продолжилось и в последующие годы: так, в 2022 году предприятие получило подержанные ЛиАЗ-5293 на КПГ из Нижнего Новгорода. 
Обновление подвижного состава продолжилось и в дальнейшем: в 2023 и 2024 годах предприятие получило более новые ПАЗ-3205, а также ПАЗ-320415-14 «Vector Next» на КПГ. 

## Городские маршруты
В городе существует 15 постоянных маршрутов и 4 сезонных, протяженность которых составляет 181,1 км.
| №   | Маршрут                                                                  | Примечания        |
| --- | ------------------------------------------------------------------------ | ----------------- |
| 1   | Автоколонна — Арзамас III                                                |                   |
| 2   | Соборная площадь — 11-й микрорайон — Поликлиника № 2 — Соборная площадь  |                   |
| 3   | Соборная площадь — Поликлиника № 2 — 11-й микрорайон — Соборная площадь  |                   |
| 4   | Арзамас III — 408 км                                                     |                   |
| 5   | Улица Короленко — р. п. Выездное                                         |                   |
| 6   | Улица 9 Мая — 408 км                                                     |                   |
| 7   | Городская больница № 1 — Соборная площадь — 408 км                       |                   |
| 8   | Городская больница № 1 — 408 км                                          |                   |
| 9   | Село Кирилловка — Улица Калинина — Соборная площадь — Село Кирилловка    |                   |
| 10  | Село Кирилловка — Соборная площадь — Улица Калинина — Село Кирилловка    |                   |
| 10А | Село Кирилловка — Соборная площадь — Улица Калинина — Село Кирилловка    | Рейсы после обеда |
| 11  | Соборная площадь — п. Высокая Гора                                       |                   |
| 12  | Соборная площадь — ПМС-73                                                |                   |
| 14  | Соборная площадь — Микрорайон Лесной — Улица Калинина — Соборная площадь |                   |
| 14А | Соборная площадь — Улица Калинина — Микрорайон Лесной — Соборная площадь |                   |

| №  | Маршрут                                                          |
| -- | ---------------------------------------------------------------- |
| 4А | Арзамас III — 408 км (с заездом в Сосновый)                      |
| 5А | Улица Короленко — Церковь Сергия Радонежского в Выездной Слободе |